# Свен Альмквіст
Свен Олександр Альмквіст, народився 12 грудня 1840 року в Бреннкирці, помер 3 лютого 1931 року в Гетеборзі , був шведським промисловцем, який разом з Людвігом Нобелем розробив і побудував перші в світі нафтові танкери.

## Життєпис
Альмквіст був дизайнером і в 1869 році став головою креслярського бюро в механічній майстерні Ліндгольмена в 1869 році. Потім він став технічним менеджером у майстернях компанії Motala в 1877–1892 роках, а з 1892 року директором майстерні Ліндгольмена a-b, а в 1906–1910 роках директором Гетеборзької майстерні. нова майстерня a-b (Götaverken). Альмквіст також був головою правління та директором казначейства Götaverken у 1910–1917 роках.
Альмквіст мав велике значення для розвитку шведської суднобудівної та машинобудівної промисловості. Під його керівництвом було побудовано кілька великих кораблів шведського флоту, включаючи HMS Blenda, HMS Svea, HMS Göta, HMS Niord, HMS Dristigheten, HMS Äran і (частково) HMS Oscar II.
У 1878 році під керівництвом Альмквіста був побудований Zoroaster, перший у світі нафтовий танкер для транспортування нафти з Баку. Корабель спроектували Людвіг Нобель і Свен Альмквіст. Альмквіст також був членом ради округу Естергьотланд у 1881–1888 рр.